# 上 (上尾市)
上（かみ）は、埼玉県上尾市の大字。郵便番号は362-0001。
市の統計などでは上平地区で分類されている。

## 地理
埼玉県の中央地域（県央地域）で、上尾市北部の大宮台地上で上尾市の最北端に位置する。地内を芝川やその支流が南北に流下するが、流頭部付近でもあり周辺との起伏は少なく緩やかである。シラコバト団地付近の芝川や、芝川の支流である上郷都市下水路が暗渠で流れる。
地区の東側を菅谷や南と隣接し、南側を西門前や久保と隣接する。また、西側から北側にかけては桶川市であり神明、東、末広、坂田東、坂田、倉田、小針領家と隣接する。上平東小学校の西側に大字上の小さな飛地が二ヶ所存在する。また、入会地由来の上尾市側周辺大字（久保、南、西門前）の大小多くの飛地が地内にある。桶川市との境界は当時の耕地所有者の関係で複雑に錯綜し、一部で地番整理はされたものの、未だ複雑に入り組んだ境界線を描いている。
地区の西部を南北に国道17号や埼玉県道164号鴻巣桶川さいたま線が通る。市街化区域内は主に第二種低層住居専用地域で占められるが、一部は第二種低層住居専用地域や第一種住居地域となっている。また、シラコバト団地などは第一種住居地域で県道沿いは第一種中高層住居専用地域や第二種住居地域で、国道沿いは準工業地域である。地域によっては高崎線桶川駅に近いため、早くから宅地化が進められ上尾第一団地などが造成され、住宅地となっているが、幹線道路から離れるほど農地の割合が多くなり、地区の北東部は市街化調整区域である。その字箕木地区に北側の防風林を兼ねた雑木林も相まって三富新田の様な路村の景観も見られる。また、市街化調整区域内であっても北部の市境付近には青葉台団地や箕木団地と称される一戸建ての住宅が建ち並ぶ住宅団地がある。
地内の上尾寿幼稚園付近に「長浪館」（県遺跡番号：14-421）と称される館跡があり、堀の遺構が発掘されている。また、集落跡である「上・宮下遺跡」（県遺跡番号：14-371）や丸野遺跡（県遺跡番号：14-367）などもあり、土器片が発掘されている。

### 地価
住宅地の地価は、2019年（平成31年）の公示地価によれば、大字上字堤上1658番地4の地点で10万6000円/m2、大字上字町谷102番16の地点で10万1000円/m2となっている。

## 歴史
もとは江戸期より存在した武蔵国足立郡大谷領に属する上村、古くは桶川郷のうちにあり、桶川宿、久保村、門前村、南村と共に1つの郷村であったといわれている。飛地が久保村および門前村に存在した。
村高は正保年間の『武蔵田園簿』では412石余（田101石余、畑311石余）
、『元禄郷帳』では559石余、『天保郷帳』では536石余であった。化政期の戸数は100軒余で、村の規模は東西28町、南北18町であった。
江戸後期（天明〜寛政年間）から明治初頭にかけては武州紅花と称される全国屈指の紅花の産地であった。地名は桶川宿の北（上）に位置することによる。1875年（明治8年）の農業産物高は武蔵国郡村誌によると米150.8石、大麦696石、小麦150石、大豆80石、栗100石、甘藷500000斤であった。
この地域は地理的に桶川宿に近く、同じ紅花の産地であるなど古くから桶川との関係が深かった。そのため桶川町に編入を希望する住民が多く、桶川派の住民が桶川合併期成同盟を結成して桶川町に編入を希望する合併運動や分村（町）合併運動を展開した。上尾派の住民も分村反対委員と称して桶川合併区民の切り崩し工作を展開した。埼玉県の町村合併促進審議会の実情調査後、桶川町への編入の勧告を両町に行ったが、将来桶川の合併を想定していることを理由として、上尾町がその勧告を拒否するなど同地区で話が纏まらなかっため、大沢雄一知事（当時）は1956年（昭和31年）1月28日に町村合併促進法の規定に基づき字堤（堤上・堤下）・長浪・谷通地区の桶川町への編入の是非を問う住民投票を上尾町選挙管理委員会に請求、同年2月27日に関係地域に居住する有権者を対象とした住民投票が実施され、有権者数148人に対し投票は146票で有効投票数144票であった。結果は桶川町編入賛成72票、反対72票と同数で、編入の条件である賛成が三分の二を上回らなかったため桶川町への編入は否決、同地区は上尾町に留まる決定をなした。
- はじめ知行は旗本西尾氏、のちに1602年（慶長7年）立藩して原市藩領となる[11]。また、上尾下村（現上尾下）と共に村内に陣屋が開設された。
- 1618年（元和4年）より西尾氏の移封により幕府領となる[11]。なお、検地時期は不明。
- 1639年（寛永16年）岩槻藩領[注釈 4]、となるが、1697年（元禄10年）上知され再び幕府領[注釈 5]となる[11]。
- 1767年（明和4年）より（明和7年とも）川越藩領（川越松平氏領）となるが、1832年（天保2年）同秋元氏領[7]の時期を経て1842年（天保13年）より再び幕府領となる[11]。
- 幕末の時点では足立郡上村であった。明治初年の『旧高旧領取調帳』[注釈 6]の記載によると、代官大竹左馬太郎支配所が管轄する幕府領であった[18][7]。
- 1868年（慶応4年）6月19日 - 旧幕府領が武蔵知県事・山田政則（忍藩士）の管轄となる。
- 1869年（明治2年） 
  - 1月13日 - 武蔵知県事・宮原忠英の管轄区域に大宮県を設置、同県の管轄となる。県庁は東京府馬喰町に置かれる。
  - 9月29日 - 県庁が浦和に置かれ浦和県に改称。
- 1871年（明治4年）
  - 11月13日 - 第1次府県統合により埼玉県の管轄となる。
  - 月日不明 - 地内の龍花院および来星院（両方とも新義真言宗、倉田明星院末）が廃寺となる[19]。来星院の薬師堂と十王堂は現存する。
- 1872年（明治5年）3月 - 大区小区制施行により第18区に属す[20][21]。
- 1879年（明治12年）3月17日 - 郡区町村編制法により成立した北足立郡に属す。郡役所は浦和宿に設置。
- 1884年（明治17年）7月14日 - 連合戸長役場制により成立した坂田村連合戸長役場区域に属す。連合戸長役場は坂田村（現桶川市大字坂田）に設置[22]。
- 1889年（明治22年）4月1日 - 町村制施行に伴い、上村を含む区域をもって上平村が成立。上村は上平村の大字上となる[11]。
- 1910年（明治43年） - 上平村内にある神社25社[注釈 7]の氷川神社への合祀を完了する[23]。
- 1955年（昭和30年）1月1日 - 町村合併促進法の施行に伴い、上平村が上尾町・平方町・原市町・大石村・大谷村と合併して新たな上尾町となり[25]、上尾町の大字となる。
- 1956年（昭和31年）2月17日 - 大字上の字堤（堤上・堤下）・長浪・谷通地区の桶川町へ編入の是非を問う住民投票を実施、結果は賛成と反対が同数で、編入の条件である三分の二以上の賛成を満たさなかったため、桶川町への編入は否決となった[17][26]。
- 1958年（昭和33年）7月15日 - 上尾町が市制施行し[25]、上尾市の大字となる。
- 1962年（昭和37年）5月1日 - 地内に国道17号大宮バイパスが開通する[27][28]。
- 1964年（昭和39年） - 地内に上尾第一団地（100戸）、同第二団地（40戸）が造成される[29][注釈 8]。
- 1966年（昭和41年）9月1日 ‐ 土地区画整理事業の完成に伴い換地処分が実施され[30]、大字上の一部が大字久保、南、西門前の各一部より大字緑丘が成立する[31]。
- 1967年（昭和42年）
  - 7月1日 - 住居表示に関する法律に基づき住居表示（第三次）が実施され[32]、大字上の一部が大字緑丘、上尾宿、上尾村、久保、南、西門前の各一部より緑丘一丁目〜五丁目が成立する[33][34]。
  - 10月 - 地内の芝川沿いの水田を造成して第22回国民体育大会（埼玉国体）の国体史上初となる選手村（後のしらこばと団地）が建設され、10月17日午前11時に開村式が挙行される[35]。なお、閉村式は10月29日午後に行なわれた。
  - 12月 - 選手村を改修して県営しらこばと団地として入居を開始する[35]。これは1960年ローマオリンピックの選手村を住宅に転用したという先例を模範したもので、全国初の事例である[7]。
- 1968年（昭和43年）
  - 月日不明 - 地内の字長浪1521番地の場所に「上尾寿幼稚園」が開園（認可）する[36]。
  - 9月27日 - 龍山院のムクロジの木が市の天然記念物に指定される[37]。
- 1969年（昭和44年） - しらこばと団地に残る選手村の仮設施設を撤去して新たに330戸の増築が行なわれる[35]。
- 1971年（昭和46年） - 地内の字堤下217番地の3の場所に「つつみ幼稚園」が開園（認可）する[36]。
- 1972年（昭和47年）4月 - 地内に「しらこばと保育所」が開所する[38]。
- 1989年（平成元年）9月5日 - 上平第三特定土地区画整理事業の都市計画決定[30]。
- 1994年（平成6月）4月1日 - 上尾市消防本部北分署（後の上平分署）を開設。
- 1995年（平成7年） - 地区内を流れる芝川が、流域周辺の宅地化を理由にボックスカルバートにより暗渠化され、その上部に歩道が整備される[39]。
- 1997年（平成9年）3月5日 - 町谷第一土地区画整理事業の都市計画決定[30]。
- 2001年（平成13年）5月1日 - さいたま市の発足および路線整理に伴ない、地内を通る県道の鴻巣桶川大宮線が鴻巣桶川さいたま線に改称される。
- 2008年（平成20年） - 地内に「町谷第一公園」や「やまの下公園」が同年度までに整備される[40]。
- 2009年（平成21年）12月16日 - 「箕の木の大山灯籠行事」および「上新梨子の大山灯籠行事」および「町谷の大山灯籠行事」が市の無形民俗文化財に指定される[41][42][43]。
- 2011年（平成23年）9月16日 - 町谷第一土地区画整理事業の完成により換地処分を実施[44]、旧中山道の西側が区画整理されるが、これに伴う町名変更はなし。
- 2014年（平成26年）11月1日 - 上平第三特定土地区画整理事業の完成により換地処分が実施され町名地番変更を実施、大字上の一部が大字上尾村、久保、西門前、南の各一部より上平中央が成立する[45]。これにより「やまの下公園」が立地地区から外れる。

### 存在していた小字
- 町谷[7][46]
- 堤下
- 宮下
- 新梨子
- 新梨子下
- 箕木[注釈 9]
- 大久保
- 丸野
- 熊野
- 谷通
- 長浪
- 堤上
- 下宿

※登記簿上は今もなお存在する小字を含む。

## 世帯数と人口
2019年（平成31年）1月1日現在（上尾市発表）の世帯数と人口は以下の通りである。
| 大字 | 世帯数    | 人口     |
| ---- | --------- | -------- |
| 上   | 5,739世帯 | 13,411人 |

## 小・中学校の学区
市立小・中学校に通う場合、学区（校区）は以下の通りとなる。
| 大字 | 番地 | 小学校               | 中学校             | 備考                                        |
| ---- | --- | -------------------- | ------------------ | ------------------------------------------- |
| 上   | 1〜419、730、741-1、1748〜1750、1778〜1780、1802、1840 | 上尾市立芝川小学校   | 上尾市立上平中学校 |                                             |
| 上   | 450〜729、730-1〜741-1、741-2〜743、1212〜1273、1274-2〜1274-999、1275-1〜1275-14、1275-16〜1276-3、1348〜1350-2、1350-4、1350-9〜1350-11、1351〜1365-14、1366-2〜1367、1376、1378〜1381、1381-2〜1381-3、1381-6〜1747、1752〜1777、1781〜1801、1803〜1839、1841〜1848-1、1849〜1859、1861〜1864 | 上尾市立上平小学校   | 上尾市立上平中学校 | 希望により上平北小も可（要 通学希望届提出） |
| 上   | 744〜1211、1274-1、1275、1275-15、1276-4〜1347、1350-3、1350-5〜1350-8、1350-12、1366-1、1368〜1375、1377、1381-1、1381-4〜1381-5、1848-2、1860、1865以降 | 上尾市立上平北小学校 | 上尾市立上平中学校 |                                             |

## 事業所
2021年（令和3年）現在の経済センサス調査による事業所数と従業員数は以下の通りである。
| 大字 | 事業所数  | 従業員数 |
| ---- | --------- | -------- |
| 上   | 233事業所 | 1,435人  |

## 交通
地区内に鉄道は敷設されていない。JR東日本高崎線桶川駅が最寄り駅となっているが、大字上字堤上1658番地4の地点よりおよそ960 m離れている。字町谷102番16など地域によっては北上尾駅が最寄り駅（およそ1.1 km）の場合もある。

### 道路
- 国道17号
- 埼玉県道164号鴻巣桶川さいたま線

### バス
桶川駅から内宿駅方面などへの路線バスが運行されている。
朝日自動車菖蒲営業所
地区内には「小針領家」、「みの木」、「つつじヶ岡団地」、「大久保」バス停留所が設置されている。
丸建自動車
地区内には「火の見やぐら下」、「箕の木公民館西」停留所が設置されている。
上尾市コミュニティバス「ぐるっとくん」
- 上平菅谷北上尾線
- 上平箕の木循環

地区内には「上新梨子集会所前」、「上尾第一団地東」、「箕の木公民館西」、「箕の木公民館東」、「箕の木東」、「箕の木」、「青葉台団地」、「上郷」、「火の見やぐら下」、「上郷集会所前」、「上尾第一団地西」、「長浪公園」、「上郷広場前」、「町谷境」、「消防署上平分署前」、「しらこばと団地北」、「しらこばと保育所前」、「町谷北」、「町谷」、「町谷南」バス停留所が設置されている。
桶川市コミュニティバス「べにばなGO」
- 東循環ルート
- 東西循環ルート

地区内には東西循環ルートの「雷電神社前」バス停留所のみ設置されている。東循環ルートは地区の北東部を通るが、停留所は設置されていない。

## 地域

### 町内会
- 町谷町内会[54]
- 宮の下区自治会
- 上郷区自治会
- 箕の木区自治会
- 上新梨子自治会

### 祭事
- 箕の木の大山灯籠行事 - 市指定無形民俗文化財[41]。箕ノ木公民館前にて行われる。
- 上新梨子の大山灯籠行事 - 市指定無形民俗文化財[42]。上梨子区集会所前にて行われる。
- 町谷の大山灯籠行事 - 市指定無形民俗文化財[43]。町谷区公民館前にて行われる。

### 寺社・史跡

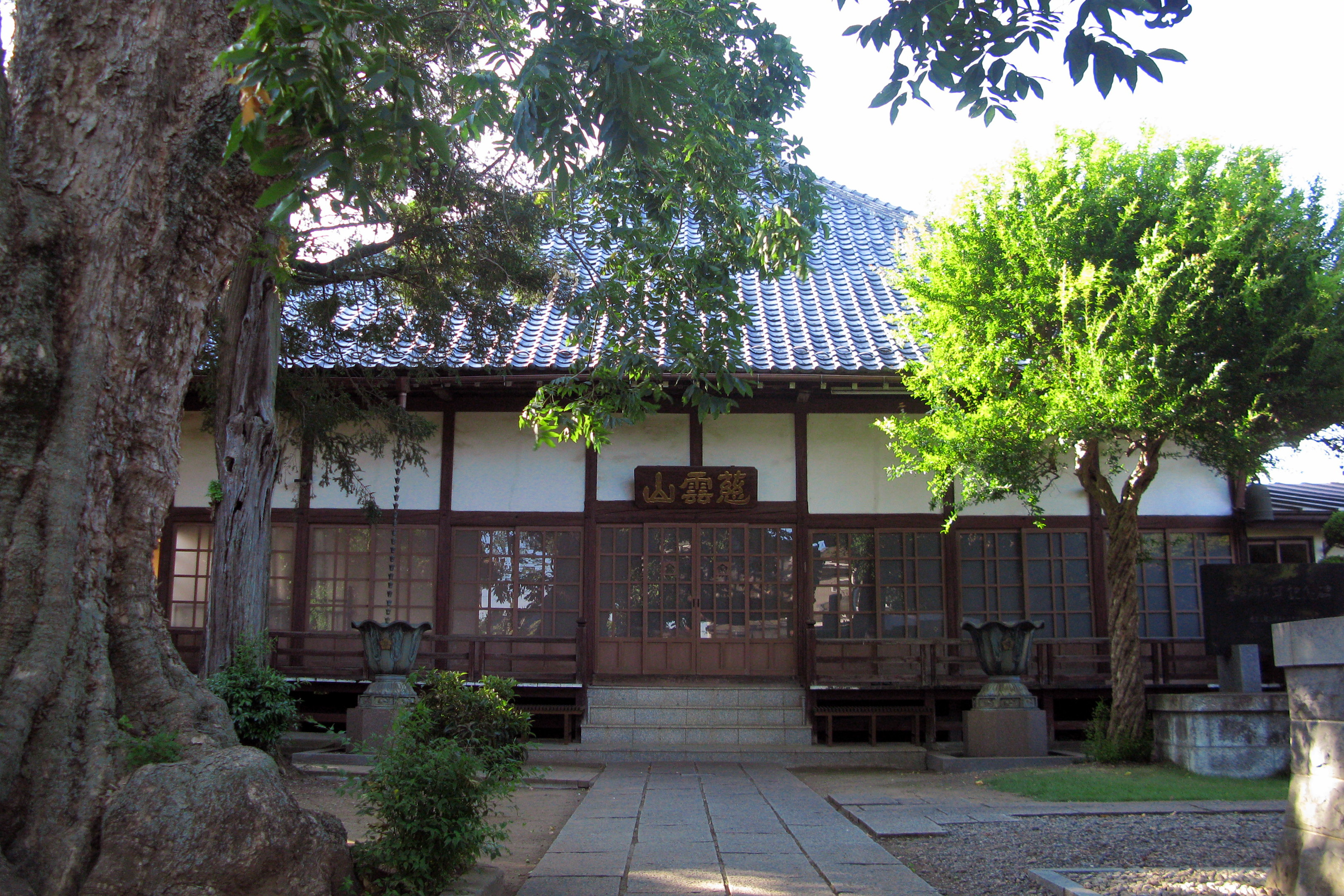
龍山院本堂

- 龍山院 - 市指定天然記念物のムクロジの木がある[37]。
- 上氷川神社[55] - 桶川宿、上村、門前村、南村、久保村五ヶ宿村の鎮守。社叢は県の「ふるさとの森」に指定。
- 山王神社・浅間神社 - 箕ノ木公民館の隣接地に並んで鎮座する。

### 公園・緑地
- 町谷第一公園 - 指定緊急避難場所（地震・洪水）に指定[56]。
- 花水木公園
- 新梨子公園
- 森林公園
- ポニー公園
- ソロの木公園
- 上郷遊園地
- ふれあいの森505（公園緑地、座標：北緯36度00分24秒 東経139度34分26秒 / 北緯36.006583度 東経139.574011度）
- ふれあいの森2015（公園緑地，座標：北緯36度00分25秒 東経139度34分46秒 / 北緯36.006832度 東経139.579338度）

### 施設
国道17号および旧中山道沿線を中心に商業施設が多数立地する。 
- 県営上尾シラコバト住宅（しらこばと団地）
- 上尾市消防本部東消防署上平分署
- 上尾白小鳩郵便局
- 上尾寿幼稚園
- つつみ幼稚園
- 上尾市立しらこばと保育所
- つつみの森認定こども園
- 町谷区公民館
- 宮の下集会所
- 上郷集会所
- 箕ノ木公民館
- 上梨子区集会所
- 上尾団地集会所